# Here with Me (chanson des Killers)
Pour les articles homonymes, voir Here with Me.
Singles de The Killers
I Feel It in My Bones
(2012) Shot at the Night
(2013)
Here with Me est une chanson du groupe de rock The Killers. Cette chanson figure en troisième titre de l'album Battle Born, diffusée pour la première fois le 16 septembre 2012. Elle a été écrite par Brandon Flowers et Francis Healy.

## Clip
Le clip de la chanson Here with Me a été dévoilé sur le web le 14 décembre 2012 et a été réalisé par Tim Burton. C'est le deuxième clip réalisé par Burton pour le groupe The Killers après Bones en 2006. Le clip a été tourné à Blackpool en Angleterre, quand le groupe de rock a fait une pause pendant la tournée au Royaume-Uni.
Le clip met en scène les acteurs Winona Ryder et Craig Roberts. Lors de la réalisation, Tim Burton s'inspire du film Les Mains d'Orlac. Le film montre l'histoire d'amour entre un jeune homme (Craig Roberts) et le mannequin en cire de Winona Ryder. Le clip commence quand le jeune homme vient acheter un ticket pour voir la performance de Ryder. À l'entrée se trouve le mannequin de cire à l'effigie de l'actrice. À la fin de la représentation, cette dernière vient signer des autographes et se fait prendre en photo avec des fans, tandis que le jeune homme observe le mannequin et la vraie Ryder. Le jeune homme reste immobile devant la figure de cire et remarque une grande ressemblance avec la vraie Ryder et décide de l'emmener avec lui. La musique dit bien "Don't Want Your Picture On My Cell Phone, I Want You Here With Me" (Je ne veux pas de ta photo sur mon téléphone portable, je te veux ici avec moi). Ainsi, on voit le jeune homme emmener la reproduction avec lui à la plage et décide de danser avec elle, comme si elle était réelle. Dans la salle où danse le jeune homme avec le mannequin se trouve le groupe The Killers en train de chanter leur chanson. À la fin de la chanson, le jeune homme allume une bougie sur le tête du mannequin et se fait la même chose sur lui après avoir enlevé ses cheveux, comme s'il avait décidé de vivre éternellement avec la poupée de Ryder.
En mai 2024, la vidéo a été vu plus de 36 millions de fois.